# Granița, Kiustendil
Granița (în bulgară Граница) este un sat în comuna Kiustendil, regiunea Kiustendil,  Bulgaria. 

## Demografie
Componența etnică a satului Granița
     Bulgari (98,58%)
     Nicio identificare (1,41%)
     Altele (0%)
La recensământul din 2011, populația satului Granița era de 567 locuitori. Din punct de vedere etnic, majoritatea locuitorilor (98,58%) erau bulgari. Pentru 1,41% din locuitori nu este cunoscută apartenența etnică.